# リノ・ギャング
リノ・ギャング（Reno Gang）、あるいはリノ兄弟ギャング（Reno Brothers Gang）、ジャクソン盗賊団（The Jackson Thieves）は、南北戦争中から戦後にかけてアメリカ合衆国中西部で活動した犯罪組織である。活動期間は短かったが、アメリカ合衆国の犯罪史において平時に起こった列車強盗のうち最初の3件はリノ・ギャングによるものだった。彼らが強奪した金品の大部分は未だ発見されていない。
1868年、リノ・ギャングのメンバー10名が暴徒化した自警団によるリンチに晒され、その結果として組織は消滅した。殺人事件はカナダおよびイギリスを巻き込んだ外交問題となり、大衆の混乱を引き起こした上、国際的に新聞報道されることとなった。リンチを行った自警団員のうち、個人が特定された者や起訴を受けた者は居なかった。
リノ・ギャングは何度か映画の題材にもなっており、1956年の『やさしく愛して』（原題：Love Me Tender）ではエルヴィス・プレスリーがクリントを演じている。

## リノ一家と初期の活動

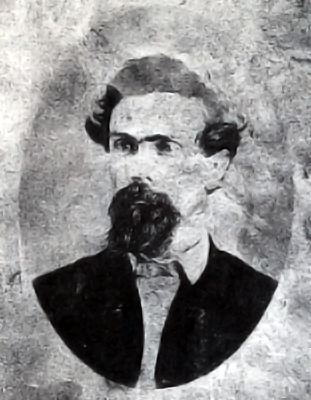
フランク・リノ（1837年 - 1868年）

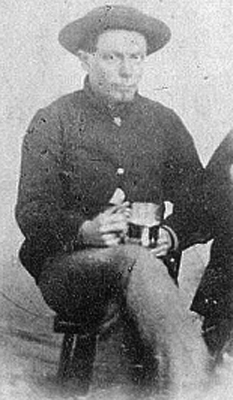
ジョン・リノ（1839年 - 1895年）

J・ウィルキソン・リノ（J. Wilkison Reno, ミドルネームはWilkinsonあるいはWilkersonとも言われる）が後に境界州となるケンタッキー州ソルトリバー地方からインディアナ州に移住したのは1813年のことだった。1835年にはジュリア・アン・フレイヘーファー（Julia Ann Freyhafer）と結婚。後にギャングを結成するフランク（Frank）ことフランクリン（Franklin）、ジョン（John）、シム（Sim）ことシミオン（Simeon）、ビル（Bill）ことウィリアム（William）の兄弟はいずれもインディアナ州ジャクソン郡ロックフォードにて生を受けた。彼らのほか、リノ家の子供としては息子の正直クリント（"Honest" Clint）ことクリントン（Clinton）、娘のラウラ（Laura）があった。ジョンが1879年に記した自伝によれば、当時兄弟たちは厳しい躾を受けており、リノ家は厳格なメソジスト派の農家であったため日曜日には1日中聖書を読まされていたという。兄弟のうち、クリントとラウラは後の犯罪活動に関与しなかった。
この頃からリノ兄弟は問題を引き起こしていた。ジョンはフランクとともにトランプのイカサマで旅行者から金を巻き上げていたと主張している。また、ロックフォード周辺で1851年から7年間続いた連続不審火に関してリノ兄弟らが疑われたこともある。そのほか、馬泥棒の疑いもかけられていた。住民らとの対立と緊張が深まる中、ウィルキンソンと4人の息子たちは街を一時的に離れ、1860年までミズーリ州セントルイスに暮らしていた。まもなくして戦争が始まると、兄弟らは町から逃れる為に陸軍に志願することとなる。

## 南北戦争
南北戦争の勃発後、フランクとジョン、恐らくはシムも入隊を果たし、いわゆるバウンティ・ジャンパー（報奨金目的の入隊者）となった。彼らは北軍にて入隊後の報奨金を受け取ると間もなく「勤務中行方不明」となった。その後も名前と志願地を変えて何度も入隊を繰り返し、さらなる報奨金を受け取ろうと試みた。連邦政府には、彼ら3人が脱走した旨の記録が残されている。当時、インディアナ州南部の住民にはアメリカ連合国（南部連合）に共感的な者、あるいは南北政府の和平を望む北部民主党支持者が多かった（カパーヘッド派）。リノ兄弟もこうした政治的価値観のもと活動していたのか、あるいは単純に情勢を利用していただけなのかは定かでない。ビルも無断離隊（AWOL）を犯しているが、後に勤務に復帰し、兄弟の中で唯一名誉除隊を遂げている（彼はギャングの一員ではなかったとも言われている）。
1864年、ロックフォードに戻ったフランクとジョンはギャング団の組織に着手した。シムとビルもここで一味に加わっている。同年末、フランクと他2人のギャング、すなわちグラント・ウィルソン（Grant Wilson）、単にディクソン（Dixon）と呼ばれていた男の3人は、インディアナ州ジョーンズビルにて郵便局および"ギルバートの店"（Gilbert's Store）を襲撃して金品を強奪した。彼らは逮捕されたが、保釈金を支払い釈放されている。ウィルソンは一味に対し不利な証言を行うことに同意したものの、証言前に殺害され、その後フランクは無罪判決を勝ち取った。

## 戦後の活動
リノ・ギャングはアメリカ合衆国における最初の「無法者一味」（Brotherhood of Outlaws）だった。彼らは数年間にわたって中西部で悪名を轟かせ、彼らを模倣したギャング団も多数結成された。これにより以後数十年にわたり列車強盗が多発することとなる。終戦後に新たなメンバーを複数迎えたリノ・ギャングの犯罪活動はジャクソン郡における旅行者殺害から始まり、近隣郡における商人および集落への襲撃行為にも手を染めていく。
彼らは最初の列車強盗を計画するにあたり、当時重要なハブ駅があったシーモアを標的と定めた。1866年10月6日夕方、ジョン・リノ、シム・リノ、フランク・スパークス（Frank Sparkes）の3人がシーモア車両基地を出発したオハイオ・ミシシッピ鉄道の列車に乗り込んだ。彼らは荷物車に侵入し、警備員を拘束した上でおよそ16,000ドル相当の金品を収めていた金庫を破った。そして他のギャングメンバーが待っている場所に近づくと、3人は金庫を走行中の列車から落としたのである。2つ目の金庫を破ることには失敗し、地元自警団が近づいてきたことに気づいたギャングは退散した。
その後、乗客の1人だったジョージ・キニー（George Kinney）が証言を申し出、3人の実行犯のうち2人が特定された。結局3人とも逮捕されたが、直後に保釈されている。その後キニーが射殺されたため、他の乗客らは全員が証言を拒否し、事件に関連した起訴は全て取り下げられることとなった。しかし、ギャングが盗んだ金品はアダムス・エクスプレス・カンパニーによる保証対象とされており、同社がピンカートン探偵社に調査および追跡を依頼したことがギャング没落のきっかけとなった。
1867年11月17日、ミズーリ州デイビース郡ギャラティンにあるデイビース郡裁判所が襲撃された。この事件の犯人としてジョン・リノが特定され、ピンカートン所属の探偵によって逮捕された。1868年、ミズーリ州刑務所での懲役25年が宣告された。1878年2月に釈放され、1886年にはシーモアへと戻るが、直後に紙幣偽造のため再び逮捕され、3年の懲役が言い渡された。
しかし、ジョンが逮捕されてもリノ・ギャングの活動は続いた。1868年2月から3月にかけてはアイオワ州にて3件の強盗を立て続けに起こしている。この事件に関してフランク・リノと彼が率いたメンバー、アルバート・パーキンス（Albert Perkins）、マイルズ・オグレー（Miles Ogle）の3人がアラン・ピンカートンの息子ウィリアムに率いられた探偵団に逮捕されたものの、4月1日には脱獄を遂げている。1867年12月にはリノ・ギャングによる2度目の列車強盗が起きた。ギャングのメンバー2人がシーモア車両基地にて列車を襲撃したのである。この際に強奪された金品8,000ドル相当がリノ兄弟に渡された。続く3度目の列車強盗にリノ兄弟は関わっていなかった。翌年7月10日、ギャングのメンバー6人がオハイオ・ミシシッピ鉄道の列車を襲撃した。しかし、この際にはピンカートン所属の探偵団の待ち伏せを受け、銃撃戦となった。何人かのメンバーが負傷した後、ギャングは退散した。
1868年3月、シーモアの住民がリノ・ギャングの暗殺を目的に自警団を結成した。そのため、ギャングは西部へと逃れ、ハリソン郡の金庫から14,000ドル、翌日にはミルズ郡の金庫から12,000ドルを強奪した。ピンカートン所属の探偵団は直ちに犯人を特定し、カウンシルブラフスにて逮捕した。しかし、4月1日には全員が脱獄してインディアナ州へと戻った。
5月22日、4度目の列車強盗が起きた。12人のギャングがインディアナ州スコット郡マーシュフィールド鉄道基地からジェファーソンビル・マジソン・インディアナポリス鉄道の列車に乗り込んだ。列車が動き出すと、ギャングは機関士を脅して客車を切り離させ、スピードを上げるように共用した。貨物車に侵入すると、速達便配達人として乗り込んでいたトーマス・ハーキンス（Thomas Harkins）を外へと投げ落とし、金庫を破って金品96,000ドル相当を強奪した。この事件は全国的にも注目され、主要紙でも報じられた。ピンカートン探偵社は容疑者の追跡を試みたが、ギャング一味はバラバラに分かれて中西部へと逃亡した。
7月9日、ギャングは別の列車の襲撃を試みた。しかし計画が事前に漏れていたため、車内では10人のピンカートン所属探偵が待ち構えていた。ギャングが侵入した途端に銃撃戦が始まり、この中で2人のギャングが負傷した。ほぼ全員が退散したが、取り残されたボルニー・エリオット（Volney Elliot）は減刑と引き換えに他のメンバーについての証言を行った。事件翌日、ピンカートンの探偵らはエリオットの証言を手がかりに、ロックポートにて2人のギャング、チャーリー・ローズベリー（Charlie Roseberry）とセオドア・クリフトン（Theodore Clifton）を逮捕した。

## リンチ
逮捕された3人は共に護送列車で刑務所に送られることとなった。しかし1868年7月20日、シーモアの町から3マイルほど離れた地点でジャクソン郡自警委員会（Jackson County Vigilance Committee）を自称する覆面姿の集団によって3人のギャングは列車から降ろされ、首に縄を掛けて近くの木に吊るされた。直後、ヘンリー・ジェレル（Henry Jerrell）、フランク・スパークス、ジョン・ムーア（John Moore）の3人がイリノイ州にて拘束され、シーモアへと送り返された。彼らも自警委員会によって同じ木に吊るされた。この木があった場所は、後にハングマンクロッシング（首吊り交差点）として知られることとなる。
1868年7月27日、ピンカートン所属の探偵がビル・リノとシム・リノの2人をインディアナポリスにて逮捕した。彼らはレキシントンにあったスコット郡監獄にて投獄された。彼らはマーシュフィールド列車強盗に関して有罪判決を受けたが、自警団による襲撃が予想されたため、より警備体制の厳しいニューオールバニのフロイド郡監獄に身柄を移された。移送の翌日には、彼らをリンチしようとした自警団員が実際にスコット郡監獄へと侵入している。
ギャングの頭目でもあったフランク・リノは、メンバーのチャーリー・アンダーソン（Charlie Anderson）と共に国境の町であるカナダのオンタリオ州ウィンザーに潜伏していることが明らかになった。ウィリアム・スワード国務長官の助力もあり、彼ら2人はウェブスター＝アッシュバートン条約のもと、10月になってからカナダを追放され、他の囚人と共に収監するためフロイド郡監獄へと送られた。
12月11日夜、頭巾を被り顔を隠した65人ほどの男が列車に乗ってニューオールバニに現れた。集団は4列になって駅からフロイド郡監獄へと行進し、0時を過ぎた頃、彼らは監獄と地元保安官の自宅に押し入った。監獄の鍵を渡すことを拒否した保安官は殴られた上に腕を撃たれ、取り囲まれた保安官夫人が代わりに鍵を手渡した。最初に独房から引きずり出され、リンチに晒されたのはフランク・リノで、その後ビルとシムも続いた。12月12日4時30分頃にはチャーリー・アンダーソンが4人目の死者となった。噂されるところでは、これらの暴徒は緋色のマスク協会（Scarlet Mask Society）、あるいはジャクソン郡自警委員会のメンバーであったという。一連のリンチに関連し、氏名を特定されたり起訴を受けた者はおらず、また公式な捜査も行われなかった。『ニューオールバニ・ウィークリー・レジャー』（New Albany Weekly Ledger）などの地元紙は、「裁きのリンチ」（Judge Lynch）なる表現を用いて事件を報じた。ニューオールバニのリノ大通り（Reno Avenue）は、事件に因んで命名されたと言われている。
フランク・リノとチャーリー・アンダーソンは、厳密に言えばリンチの時点でも連邦政府の監督下（federal custody）にあった。この事件は、連邦政府管理下の囚人が裁判前に暴徒の手で殺害された唯一の事例だと考えられている。スワード国務長官は公式な謝罪声明を発表し、その後議会には送還された囚人の安全を確保するための法案が提出された。
殺害されたリノ兄弟の3人はシーモア市立墓地に埋葬された。彼らがどこかに隠したと噂された財宝は、長らくトレジャーハンターらの関心を集めていたものの、結局何も発見されなかった。

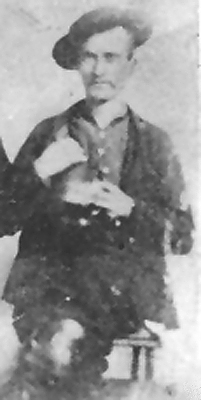
フランク・スパークス

| 氏名                                                                        | 年齢     | 死亡日         | 死亡した場所                         |
| --------------------------------------------------------------------------- | -------- | -------------- | ------------------------------------ |
| セオドア・フリーリングハイゼン・クリフトン Clifton, Theodore Freylinghuysen | 24歳前後 | 1868年7月20日  | インディアナ州ハングマンクロッシング |
| トーマス・ボルニー・"ヴァル"・エリオット Elliott, Thomas Volney (Val)       | 22歳前後 | 1868年7月20日  | インディアナ州ハングマンクロッシング |
| チャールズ・W・ローズベリー Roseberry, Charles W.                           | 25歳前後 | 1868年7月20日  | インディアナ州ハングマンクロッシング |
| ヘンリー・ジェレル Jerrell, Henry                                           | 23歳前後 | 1868年7月25日  | インディアナ州ハングマンクロッシング |
| ジョン・J・ムーア Moore, John J.                                            | 21歳前後 | 1868年7月25日  | インディアナ州ハングマンクロッシング |
| フランク・スパークス Sparks, Frank                                          | 27歳前後 | 1868年7月25日  | インディアナ州ハングマンクロッシング |
| チャーリー・アンダーソン Anderson, Charles                                  | 24歳前後 | 1868年12月12日 | インディアナ州ニューオールバニ       |
| フランク・リノ Reno, Frank                                                  | 31歳     | 1868年12月12日 | インディアナ州ニューオールバニ       |
| シメオン・リノ Reno, Simeon                                                 | 25歳     | 1868年12月12日 | インディアナ州ニューオールバニ       |
| ウィリアム・ハリソン・リノ Reno, William Harrison                           | 20歳     | 1868年12月12日 | インディアナ州ニューオールバニ       |

## 大衆文化
- 2013年に公開されたドキュメンタリー映画『The Legend of the Reno Brothers』は、リノ・ギャングを題材としている。アンソニー・ススニック（Anthony Susnick）が監督し、モーガン・ラク（Morgan Raque）が主演した。
- 1955年の映画『怒りの夜明け（英語版）』は、リノ・ギャングの顛末を題材としている。フォレスト・タッカーがフランク・リノを演じた。
- 1956年の映画『やさしく愛して』は、エルヴィス・プレスリーの最初の出演作でもあり、彼は正直クリントことクリント・リノを演じた。
- エルトン・ジョンが1970年に発表した曲『Ballad of a Well-Known Gun』には、ピンカートン探偵社とリノ・ギャングに言及する歌詞がある（Now I know how Reno felt when he ran from the law.）。

### ニューヨーク・タイムズのアーカイブ
- July 25, 1868, "THE SEYMOUR THIEVES; Further Particulars of the Lynching"
- July 31, 1868, "THE SEYMOUR THIEVES; The Last Act of the Vigilance Committee-Threats of Retaliation"
- August 12, 1868, "The Re-Arrest of Frank Reno and Confederate at Windsor"
- August 17, 1868, "EXPRESS ROBBERIES"
- August 22, 1868, "THE ADAMS EXPRESS ROBBERY.; Reno and Anderson Discharged at Windsor, and Rearrested on Another Charge."
- August 26, 1868, "THE EXPRESS ROBBERIES.; A Statement by the Lawyer of the Accused Parties"
- September 13, 1868, "The Adams Express Robbery Investigation in Canada"
- October 7, 1868, "The Reno-Anderson Case in Toronto"
- October 16, 1868, "Attempt of Reno and Anderson to Break Jail at Windsor, Canada"
- December 17, 1868, "The Indiana Express Robbers--Reno Confessed his Guilt"
- December 19, 1868, "The Indiana Lynching and the Extradition Treaty"
- December 21, 1868, "THE NEW-ALBANY TRAGEDY.; Verdict of the Coroner's Jury--Something More About the Renos"
- December 22, 1868, "CANADA.; Affairs at Toronto--The Legislature--The Provincial Finances--Resignation of the Superintendent of Education--Reno and Anderson"
- December 26, 1868, "NEW-ALBANY, INDIANA.; Proclamation of the Vigliance Committee--A Warning to Thieves"
- January 2, 1869 "INDIANA.; The Vigilance Committee Excitement in Southern Indiana--The Regulators Defy the Authorities"
- January 9, 1869 "The Seymour Express Robbery--The Chicago Board of Trade"
- August 5, 1869 "ALLAN PINKERTON.; An Alleged Conspiracy Agained the Detective's Life--Examination of the Accused Parties"
- October 19, 1869 "..An Absolute State of Barbarism"
- September 14, 1872 "FORRESTER'S CASE.; "Detective" Samuel Felcker in a New Role-A Reminiscence of the Reno Brothers"